# غبريال الرابع (بابا الإسكندرية)
غبريال الرابع، بابا الإسكندرية وبطريرك الكرازة المرقسية للأقباط الأرثوذكس رقم 86. وأقام بطريركاً 8 سنوات و3 أشهر و22 يوماً، في الفترة من 6 يناير 1370 م حتى 28 أبريل 1378 م، وتوفي. وخلا الكرسي بعده شهران و27 يوماً.